# Deutsche Verbände für Altertumsforschung
Die Deutschen Verbände für Altertumsforschung sind ein Zusammenschluss von Verbänden auf dem Gebiet der archäologischen Forschung in Deutschland.
Das Präsidium wird gebildet von den drei großen Verbänden für Altertumsforschung:
- Nordwestdeutscher Verband für Altertumsforschung (1904 gegründet)[1]
- Mittel- und Ostdeutscher Verband für Altertumsforschung (nach der Wende 1991 neu gegründet)
- Süd- und Westdeutscher Verband für Altertumsforschung (1900 gegründet)

Sie vertreten die Interessen der archäologischen Forschung und unterstützen diese in ihrem regionalen Rahmen.
Zu den Deutschen Verbänden für Altertumsforschung gehören außerdem der Verband der Landesarchäologen in der Bundesrepublik Deutschland, der Deutsche Archäologen-Verband und die Römisch-Germanische Kommission des Deutschen Archäologischen Instituts.
Die Verbände sind Mitherausgeber der Zeitschrift Archäologisches Korrespondenzblatt (gemeinsam mit dem RGZM). Bis 2012 haben die Verbände das Archäologische Nachrichtenblatt herausgegeben. Nun dient Blickpunkt Archäologie als Verbandszeitschrift.
Bei den Verbandstagungen, die alle drei Jahre zum deutschen Archäologenkongress zusammengefasst werden – 2017 in Mainz –, sind verschiedene Arbeitsgemeinschaften vertreten:
- AG Archäologie im Museum
- AG Bronzezeit
- AG Geschlechterforschung
- AG Mesolithikum
- AG Neolithikum
- AG Eisenzeit
- AG Römerzeit
- AG Römische Kaiserzeit im Barbaricum
- AG Spätantike und frühes Mittelalter
- AG Theorie
- AG CAA Arbeitsgemeinschaft Computer-Anwendungen und Quantitative Methoden in der Archäologie
- AK Tonpfeifen
- AK Geoarchäologie

Einige frühere AGs haben sich inzwischen die Form eines Vereins gegeben, so die
- Deutsche Gesellschaft für Archäologie des Mittelalters und der Neuzeit
- Deutsche Gesellschaft für Naturwissenschaftliche Archäometrie und die
- Hugo-Obermaier-Gesellschaft